# Scotland, Pa.
Pour plus de détails, voir Fiche technique et Distribution.
Scotland PA est un film américain de Billy Morrissette, adaptation moderne du Macbeth de William Shakespeare, sorti en 2001.

## Synopsis
En Pennsylvanie des années 1970, Joe McBeth est un jeune employé qui travaille dans le fast-food d'une petite ville. Frustré de n'avoir pas obtenu la promotion qu'il souhaitait et exacerbé par Pat, son ambitieuse femme, il assassine son patron, et prend sa place. Pleins d'idées, il invente le drive-in et le Big Mac et règne sur le marché du hamburger. Jusqu'au jour où un policier végétarien s'intéresse au meurtre.

## Fiche technique
- Titre : Scotland, Pa.
- Réalisation : Billy Morrissette
- Scénario : Billy Morrissette, d'après Macbeth de Shakespeare
- Musique : Anton Sanko
- Genre : Comédie dramatique
- Pays d'origine :  États-Unis
- Durée : 105 minutes
- Date de sortie en salles : 22 janvier 2001

## Distribution
- Maura Tierney : Pat McBeth
- Christopher Walken : lieutenant MacDuff
- James LeGros : Joe McBeth, dit Mac
- Kevin Corrigan  : Anthony Banconi, dit Banko
- Andy Dick : Jesse, un hippie
- Amy Smart : Stacy, une hippie
- James Rebhorn : Norm Duncan

## Distinctions
- 2001 : nommé au Grand Jury Prize Dramatic au festival de Sundance
- 2002 : nommé au Golden Trailer Best Voice Over au Golden Trailer Awards